# Boulderclay Glacier
Boulderclay Glacier är en glaciär i Antarktis. Den ligger i Östantarktis. Nya Zeeland gör anspråk på området. Boulderclay Glacier ligger 69 meter över havet.
Terrängen runt Boulderclay Glacier är varierad. Havet är nära Boulderclay Glacier österut. Trakten är glest befolkad. Närmaste befolkade plats är Enigma Lake Station, 4,2 kilometer norr om Boulderclay Glacier. 